# Municipio de Henry (condado de Codington)
El municipio de Henry (en inglés, Henry Township) es un municipio del condado de Codington, Dakota del Sur, Estados Unidos. Tiene una población estimada, a mediados de 2022, de 94 habitantes.
Abarca una zona exclusivamente rural.

## Geografía
Está ubicado en las coordenadas 44°50′25″N 97°25′15″O / 44.84028, -97.42083. Según la Oficina del Censo de los Estados Unidos, tiene una superficie total de 88.90 km², de la cual 88.84 km² corresponden a tierra firme y 0.06 km² están cubiertos de agua.

## Demografía
Según el censo de 2020, en ese momento había 104 personas residiendo en la zona. La densidad de población era de 1.17 hab./km². El 96.15 % de los habitantes eran blancos, el 0.96 % era asiático, el 0.96 % era de otra raza y el 1.92 % eran de una mezcla de razas. Del total de la población, el 0.96 % era hispano o latino.